# Едвард Яняк
Ѐдвард Я̀няк (на полски: Edward Janiak) е полски римокатолически духовник, доктор по нравствено богословие, викарен епископ на Вроцлавската архиепархия и титулярен епископ на Скилиум (1996 – 2012), епископ на Калишката епархия от 2012 година.

## Живот
Едвард Яняк е роден на 14 август 1952 година в село Малчице, близо до Шрода Шльонска, в семейството на Янина (с родово име Змисловска) и Станислав Яняк. Има по-голяма сестра Халина и по-малък брат Кшищоф.
Получава начално образование в родното си село, след което завършва Техникума по горско стопанство в Собешов (днес част от Йеленя Гура). През 1971 година започва да учи във Висшето селскостопанско училище в Познан, но след две години прекъсва и се записва във Висшата духовна семинария във Вроцлав. Паралелно с това, в периода 1973 – 1979 година учи в Папския богословски факултет във Вроцлав. Ръкоположен е за свещеник на 19 май 1979 година във Вроцлавската катедрала от Винценти Урбан, викарен епископ на Вроцлавската архиепархия.
Специализира нравствено богословие в университета „Свети Тома Аквински“ в Рим, като на 16 ноември 1986 година защитава докторска дисертация. Следващата една година служи като енорийски свещеник при Полската католическа мисия в Дортмунд. От академичната 1987/88 година е преподавател по нравствено и пасторално богословие в Папския богословски факултет във Вроцлав. В периода 1989 – 1992 година е административен директор на факултета и на Вроцлавската духовна семинария.
На 26 октомври 1996 година папа Йоан Павел II го номинира за викарен епископ на Вроцлавската архиепархия и титулярен епископ на Скилиум. Приема епископско посвещение (хиротония) на 20 ноември във Вроцлавската катедрала от арх. кардинал Хенрик Гулбинович, арх. Юзеф Ковалчик, папски нунций в Полша и Славой Лешек Глудж, епископ на Полевия ординариат на Полската войска. На 21 юли 2012 година папа Бенедикт XVI го номинира за калишки епископ. Приема канонично епархията и влиза в Калишката катедрала като епископ на 12 септември.